# 點子出版
點子出版（英語：Idea Publication）是香港的一間獨立出版社，由余禮禧於2013年成立。該社主要出版由香港網絡作家撰寫的作品，計有恐懼鳥的《Deep Web File》系列、白告的《我的你的紅的》系列，及珍寶豬的《診所低能奇觀》系列等。

## 創辦由來
曾任雜誌編輯及於大型出版社工作的余禮禧，過去曾閱讀香港網絡作家向西村上春樹於高登討論區上的連載作品，感覺內容有趣，曾經將向西村上春樹之作品印製分發予其朋友傳閱。於是，余氏心裡萌生「讀者能否以金錢的方式，『報酬』予網絡作家？」這個想法，並嘗試向當時任職的出版社招手，探索將網絡小說出版成實體書的可能性。然而，當時香港的出版市場對於「網絡小說」這一概念仍不為所知，而書店對於這類作品的上架分類亦毫無頭緒；而在外人眼中，一個人在趨向數碼化的社會中仍然堅持任職傳統出版行業，會被看作「倒退」，不能與現今趨勢接軌。
縱然如此，余氏的理念仍然不滅，歷經一年方能打動當時的出版社，出版首部網絡小說作品《一路向西》（向西村上春樹著）。2013年，他成立「點子出版」，並擔任該社總編輯一職。據余氏指出，當年創立該社時，不惜花費數百萬港元作投資，但營運約3年後，方能達至收支平衡。

## 運作形式
該社主要出版由香港網絡作家撰寫的網絡小說。據該社總編輯余禮禧指出，他們會透過社交媒體及各網絡討論區，尋找一些在網絡人氣聲量較高的作品，分析現時讀者（網民）的閱讀喜好，加上於出版時在排版、內容上的修訂，方能在保留作家在撰寫時的心血之餘，亦能吸引讀者的購買意欲。余氏亦指出，網絡小說相對於傳統文學，由於其貼近大眾生活的題材與通俗用詞，更能反映出香港人在當代的生活文化，而這點是後者不能所達至的。
除了網絡小說外，該社亦會推出圖文繪本、電影小說等產品，如透過趣味卡片學習粤语知識的《阿婆歇後語學習卡》等；與此同時，該社會亦會安排旗下作家，到台灣、澳門等地舉行簽書會，以助擴闊讀者群。

## 相關事件

### 刊物未有加上警告字句事件
2016年5月，有傳媒發現該社出版的兩本著作《Deep Web File #網絡奇談》及《Deep Web 2.0 File #人性奇談》在誠品書店、商务印书馆等書店發售時，並未有遵從《淫褻及不雅物品管制條例》下就書籍加上封套及警告字句，被指政府當局未有主動審查在港發行之出版物。縱使該社於社交媒體上承認該兩書印刷失當，並向公眾致歉，但未能平息市民對於該社的不滿，認為出版與暴力、色情及殺人相關的作品有違社會責任，擔心年輕讀者閱畢相關書籍後會仿效相關行為。電影、報刊及物品管理辦事處在回覆傳媒時指出，已就相關事件展開調查，不排除會對該社提出檢控。
同月17日，政府當局就該兩書完成評級，暫列為「第二類物品」（淫褻物品）。該社對淫審處的評級表示尊重，並表示日後在書店發行的同系列作品會遵守相關法例規定，包括為有關書籍加上封套及警告，及只可發售予年滿18歲人士。事實上，於2017年出版的《Deep Web 3.0 File #生存奇談》中，該社已經將相關警告字句整合至封面設計中。

## 反應
該社出版的多部著作深受讀者歡迎，尤其是年輕一代。以2016年出版的科幻小說《西營盤》（有心無默著）為例，於當年香港書展首日已售出1000本，而七日展期的總銷售量更達6000本。該社總編輯余禮禧指出，此種情況可謂「銷量驚人」。
而據研究機構網路溫度計數據顯示，在2018年10月至2019年10月期間，該出版社在港澳地區的網路聲量為香港獨立出版社之中排名第二，僅次於本土研究社。

## 外部連結
- 官方網頁 （页面存档备份，存于）
- 點子出版的Facebook專頁
- 點子出版的Instagram帳戶